# Малобишкуразово
Малобишкуразово (баш. Кесе Бишҡураз) — деревня в Дюртюлинском районе Республики Башкортостан Российской Федерации. Входит в состав  Учпилинского сельсовета. 

## География

### Географическое положение
Расстояние до:
- районного центра (Дюртюли): 31 км,
- ближайшей ж/д станции (Уфа): 156 км.

## Население
| 2002 | 2009 | 2010 |
| ---- | ---- | ---- |
| 67   | ↘66  | ↘55  |

Согласно переписи 2002 года, преобладающая национальность — башкиры (76 %).